# Hugues Portelli
Pour les articles homonymes, voir Portelli.
Hugues Portelli, né le 22 décembre 1947 à Constantine (Algérie), est un juriste, professeur de droit et de science politique et homme politique français.
Agrégé de science politique, il est professeur émérite à l'université Panthéon-Assas (Paris II). Engagé en politique, il a été notamment sénateur du Val-d'Oise de 2004 à 2017, et maire d'Ermont de 1996 à 2020.
Il a été de 2019 à 2022 doyen de la faculté de sciences sociales et économiques de l'Institut catholique de Paris et depuis 2020 président de l'Académie catholique de France.

## Biographie
Il est le frère du magistrat Serge Portelli et le père de quatre enfants dont Florence Portelli, maire de Taverny (Val-d'Oise) depuis 2014.

### Carrière universitaire
(septembre 2024).
À l'université Panthéon-Assas (Paris II), il a dirigé le master 2 de recherche études politiques, le cours de 1re année de droit constitutionnel, et est membre du comité de rédaction des revues Pouvoirs et Pouvoirs locaux. Il prend sa retraite à la fin de l'année universitaire 2016-2017.
Hugues Portelli est l'un des premiers en France à commenter les textes d'Antonio Gramsci, dirigeant du Parti communiste italien, mort dans les prisons de Mussolini et penseur marxiste novateur. Il lui consacre deux ouvrages : Gramsci et le bloc historique (1972) et Gramsci et la question religieuse (1974). Le second est préfacé par Jean-Pierre Cot.
Depuis 2022, il est doyen honoraire de la Faculté de sciences sociales et économiques de l'Institut catholique de Paris.
En octobre 2020, il est élu président de l'Académie catholique de France. En novembre 2021, avec 7 autres membres de l'académie, il écrit et envoie à la Conférence des Evêques de France et au Vatican un document critiquant la méthodologie de la CIASE, dont le chiffre avancé de 330 000 victimes ne repose, selon eux, sur aucune base scientifique . Ce texte est pris en considération par le Saint-Siège mais aussi plusieurs conférences épiscopales (Italie, Espagne).

### Carrière politique
(septembre 2024).
Hugues Portelli appartient, quelques années, jusqu'en 1979, au CERES de Jean-Pierre Chevènement. Il évolue ensuite, au sein du PS, vers le courant rocardien. Hugues Portelli publie en 1980 un ouvrage aux thèses provocatrices, Le socialisme français tel qu'il est, dans lequel il s'attache à montrer l'originalité de ce courant politique, plus proche du radicalisme républicain que des sociaux-démocrates nord-européens.
Passé à l'UDF, il travaille notamment avec Raymond Barre. Il rejoint l'UMP à sa fondation.
Il est élu sénateur UMP du Val-d'Oise le 26 septembre 2004 et siège à la commission des lois, ainsi qu'à celle des affaires européennes.
Il est maire de la commune d'Ermont de 1996 à 2020. Il est réélu en 2008 par le conseil municipal après que sa liste a obtenu 56,6 % des suffrages au premier tour. Il est de nouveau élu maire, sa liste l'ayant emporté avec près de 66 % des voix au premier tour des élections municipales de 2014. Il est président de l'Union des maires du Val d'Oise le 12 mai 2014.
En 2007, il participe au groupe de réflexion chargé, à la demande du ministre de la Justice, de dépénaliser la vie des affaires. En janvier 2009, il dépose une proposition de loi visant à arrêter l'usage de la grève de 59 minutes par jour.
En décembre 2013, il présente, en compagnie de six autres sénateurs UMP, une proposition de loi visant à limiter l'instruction obligatoire donnée à un enfant par sa famille aux seuls cas d'incapacité.
Le 21 janvier 2016, il démissionne de l'Observatoire de la laïcité, dénonçant le fonctionnement de l'institution.
Il soutient dans un premier temps François Fillon pour la primaire présidentielle des Républicains de 2016. Il se montre cependant critique après le scandale des emplois supposés fictifs et dénonce la « position difficile » dans laquelle le parti se trouvait. Il appelle même le candidat à « prendre ses responsabilités » et fait appel à sa conscience.
Contre son groupe, le 7 décembre 2016, il vote la loi du gouvernement socialiste réprimant dans tous les médias le « délit d'entrave à l'IVG ».

## Détail mandats et fonctions
- Sénateur du Val-d'Oise de 2004 à 2017.
- Maire d'Ermont de 1996 à 2020.
- Président (2001-2008) puis premier vice-président de 2008 à 2020 de Val-et-Forêt devenue Communauté d'agglomération Val Parisis en 2016.
- Ancien membre de la Cour de justice de la République.

## Décorations
- Chevalier de la Légion d'honneur en 2020[9].
- Chevalier de l'ordre national du Mérite en 1995[10] .
- Chevalier de l'ordre des Palmes académiques[11].